# Кртинце
Кртинце (словен. Krtince) — поселення в общині Шмарє-при-Єлшах, Савинський регіон, Словенія. 
Висота над рівнем моря: 253,6 м.